# Christian Gerhard Leopold
Christian Gerhard Leopold (Meerane, Reino de Sajonia, Confederación Germánica, 24 de febrero de 1846 - Dippoldiswalde, Reino de Sajonia, Imperio Alemán, 12 de septiembre de 1911) fue un ginecólogo alemán recordado por haber implementado las técnicas de palpación abdominal que permiten conocer la posición del feto en el vientre materno.

## Biografía
Estudió medicina en Leipzig, donde estuvo fuertemente influenciado por Carl Siegmund Franz Credé (1819-1892), su maestro en obstetricia y ginecología; y futuro suegro.
Obtuvo su doctorado en 1870. Ese año estalló la guerra franco-prusiana. Luego de la guerra, viajó por Breslau, Viena, Londres y Edimburgo. Le habilitaron para obstetricia en 1873 en Leipzig.
De 1877 a 1883 enseñó obstetricia en la Frauenklinik de Leipzig (clínica de mujeres de Leipzig). En 1883 fue llamado a Leipzig como profesor extraordinario de la universidad.
Fue invitado a Dresde para asumir la dirección de la escuela de obstetricia y la Real Enfermería Ginecológica de Dresde (K. Frauenklinik und Hebammenlehranstalt). Aceptó y sucedió a Franz von Winckel (1837-1911) en el cargo.
A partir de 1894 fue coeditor del Archiv für Gynäkologie (Archivo de Ginecología) con Adolf Gusserow (1836-1906). Además, con el Dr. Credé y Paul Zweifel (1848-1927), publicó libros de texto sobre partería.
Murió a los 65 años, en 1911, a causa de un infarto, mientras estaba en su casa, en Bärenburg en Reino de Sajonia, en los Montes Metálicos.

## Otros datos
A Christian Gerhard Leopold se le puede confundir con Leopold Landau, quien también fue un ginecólogo alemán nacido en esta época.
Leopold es recordado por las "maniobras de Leopold" (Leopold-Handgriffe), que se llaman así en su honor. Estas son cuatro maniobras utilizadas para determinar la posición del feto dentro del útero, y que determinan la estática fetal, y que, junto con la evaluación de la pelvis materna, pueden indicar si el parto será complicado o si resultará necesario realizar una cesárea.